# Fipexide
Il fipexide  è un farmaco derivato dalla piperazina inventato in Italia nel 1983.
Il fipexide è simile in azione nootropica ad altri farmaci quali il piracetam e ha una struttura simile ad un altro più noto nootropico, il centrophenoxine.
È stato utilizzato come farmaco nootropo in Francia e in Italia, principalmente per il trattamento della demenza senile con dei risultati eccezionali ma non è più in uso comune a causa di una accusa delle case farmeceutiche statunitensi su delle presunte rare reazioni avverse al farmaco tra cui episodi di febbre ed epatite.